# William Marion Jardine
William Marion Jardine, född 16 januari 1879 i Oneida County, Idaho, USA, död 17 januari 1955 i San Antonio, Texas, var en amerikansk professor, politiker och diplomat.
Han studerade vid Utah State University och doktorerade vid University of Illinois. Han gifte sig 1905 med Effie Lane Nebecker. Han var först professor vid Utah State University innan han fick en tjänst vid Kansas State Agricultural College i Manhattan, Kansas. Han var rektor för Kansas State University 1918-1925.
Jardine tjänstgjorde som USA:s jordbruksminister 1925-1929 under president Calvin Coolidge. President Herbert Hoover utnämnde honom 1930 till USA:s ambassadör i Egypten. Han återvände 1933 till Kansas.
Jardine hörde till kongregationalistkyrkan. Han var dessutom frimurare.